# Rachid Ramzi
Rachid Ramzi (en arabe : رشيد رمزي), né le 17 juillet 1980 à Safi est un athlète marocain naturalisé bahreïnien en 2002, spécialiste des courses de  demi-fond.

## Carrière
Aux championnats du monde 2005 à Helsinki, Rachid Ramzi devient le premier athlète depuis Peter Snell en 1964, à remporter les titres du 800 m et du 1 500 m lors d'une même compétition mondiale.

## Dopage
En 2008, il remporte la médaille d'or du 1 500 m des Jeux olympiques de Pékin mais fait l'objet d'un dépistage pour dopage au CERA par un laboratoire français agréé par le CIO. Le 18 novembre 2009, soit plus d'un an après la finale de Pékin, Rachid Ramzi est officiellement déchu de son titre olympique par le Comité international olympique. Le titre olympique revient au Kényan Asbel Kiprop, arrivé deuxième de la course.

## Palmarès

### Jeux olympiques d'été
- Jeux olympiques d'été de 2008 à Pékin ( Chine)
  - Disqualifié pour dopage après avoir remporté l'épreuve du 1 500 m[3],[4],[5]

### Championnats du monde d'athlétisme
- Championnats du monde d'athlétisme 2005 à Helsinki :   
  -  Médaille d'or du 1500 mètres avec un temps de 3 min 37 s 88
  -  Médaille d'or du 800 mètres  en 1 min 44 s 24
- Championnats du monde d'athlétisme 2007 à Osaka :
  -  Médaille d'argent du 1500 mètres

### Championnats du monde d'athlétisme en salle

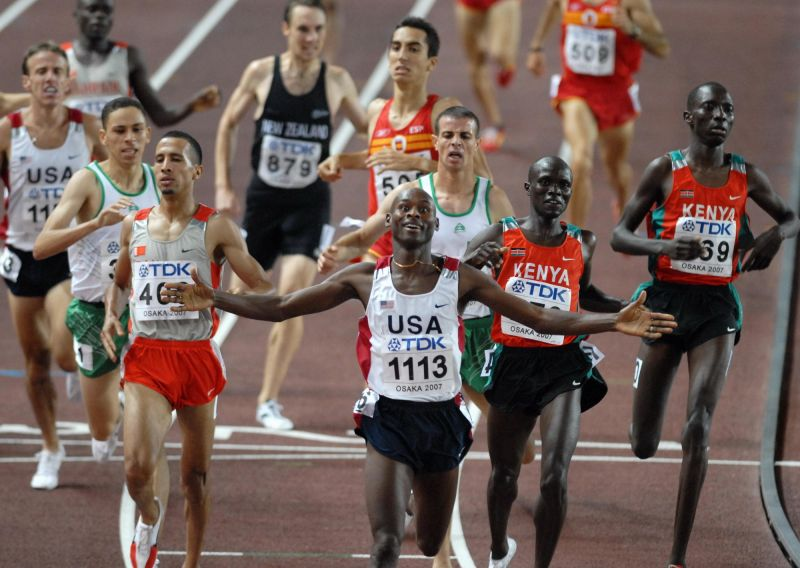
Ramzi lors des Championnats du monde 2007 à Osaka (à gauche en rouge).

- Championnats du monde d'athlétisme en salle de 2004 à Budapest ( Hongrie)
  -  Médaille d'argent sur 800 m
- Championnats du monde d'athlétisme en salle de 2008 à Valence ( Espagne)
  - 4e sur 1 500 m